# Kommakrebs
Kommakrebs-ordenen (Cumacea) omfatter ca. 1600 forskellige beskrevne arter.

## Taksonomisk klassifikation
- Bodotriidae Scott, 1901 (> 382 arter)
- Ceratocumatidae Calman, 1905 (11 arter)
- Diastylidae Bate, 1856 (> 281 arter)
- Gynodiastylidae Stebbing 1912 (103 arter)
- Lampropidae Sars, 1878 (90 arter)
- Leuconidae Sars, 1878 (121 arter)
- Nannastacidae Bate, 1866 (> 350 arter)
- †Ophthalmdiastylidae Malzahn, 1972 (5 arter)
- Pseudocumatidae Sars, 1878 (29 arter)